# Prasat Thong
Re Prasat Thong, in lingua thai: สมเด็จพระเจ้าปราสาททอง (trascrizione RTGS: Somdet Phrachao Prasat Thong, letteralmente "torre d'oro"), il cui nome regale fu Sanphet V, in thai: สมเด็จพระสรรเพชญ์ที่ 5 (RTGS: Somdet Phra Sanphet Ti Ha) (Ayutthaya, 1600 – Ayutthaya, 1656), è stato il venticinquesimo sovrano del Regno di Ayutthaya, fondato nel 1350 da Ramathibodi I nei territori dell'odierna Thailandia.
Usurpò il trono dopo aver fatto uccidere i due giovani sovrani di cui era stato dominatore e reggente, figli di re Songtham, ponendo fine alla dinastia di Sukhothai e dando inizio alla dinastia che porta il suo nome.
Il periodo in cui regnò fu di grande splendore per Ayutthaya, con il rinnovo e l'ampliamento della già fitta rete di commerci soprattutto con Cina, India, Persia e, in misura minore, con il Giappone. Si avvalse in questo campo della collaborazione con la Compagnia olandese delle Indie orientali (in olandese Vereenigde Geoctroyeerde Oostindische Compagnie, abbreviato in VOC), che compensò il deterioramento dei rapporti con i britannici e i portoghesi avvenuto negli anni precedenti. Gli olandesi garantirono anche appoggio militare e pubblicarono rapporti dettagliati sulla situazione di Ayutthaya in quel periodo.

## Biografia

### Origini
Le origini di Prasat Thong sono legate alla famiglia reale ma non vi sono fonti certe che testimonino con precisione l'ambiente in cui crebbe. Gli studiosi di storia thailandese hanno fornito diverse ipotesi a questo riguardo, David K. Wyatt sostenne che la sua parentela con la famiglia reale fosse dubbia ma riferì anche la storia secondo cui la madre potesse essere sorella della madre di re Songtham e un'altra meno affidabile che lo indicava come figlio illegittimo di Ekathotsarot, padre dello stesso Songtham. Una fonte riporta che fosse stato allevato in affidamento presso una famiglia di alto rango di Ayutthaya e un'altra ritiene possibile che la sua famiglia fosse originale di Lopburi.

### Contesto storico
Nel periodo della sua adolescenza, Ayutthaya era in costante crescita politico-economica da quando re Naresuan aveva guidato il Siam all'indipendenza nel 1584 dopo che nel 1564 era stato assoggettato dai birmani di re Bayinnaung, alla morte del quale l'impero birmano si era disgregato. La popolazione siamese era stata decimata durante le invasioni birmane e le deportazioni operate nei nuovi territori conquistati da Ayutthaya fornirono la manodopera necessaria alla ricostruzione. In quel periodo vi furono cordiali rapporti tra la corte siamese e le comunità portoghesi e spagnole residenti ad Ayutthaya. I birmani si riorganizzarono ad Ava e iniziarono una serie di campagne con cui avrebbero riunificato il Paese dopo qualche anno. Naresuan morì nel 1605 e il fratello Ekathotsarot fu proclamato re.
Nei cinque anni di regno Ekathotsarot si astenne da qualunque conflitto e si concentrò sul riassesto delle finanze. Fu uno dei primi re del Siam a imporre il pagamento di tasse in denaro ai cittadini, i cui contributi in precedenza erano limitati alle corvée. Durante il suo regno giunsero in Siam le prime navi mercantili della Compagnia olandese delle Indie orientali, a cui diede il permesso di aprire un avamposto commerciale ad Ayutthaya. Si creò in quel periodo in città una nutrita colonia di giapponesi e furono avviati contatti tra la corte siamese e quella dello shōgun Tokugawa Ieyasu, il dittatore militare che dominava il Giappone e che permise i traffici marittimi da e verso il Siam alle navi shuinsen.
Nel 1611 divenne re del Siam Songtham, che aprì definitivamente il Paese al commercio con l'estero, in particolare con portoghesi, inglesi, giapponesi e olandesi. Con la fine delle guerre, Ayutthaya si arricchì come porto di collegamento tra Oriente e Occidente; i prodotti siamesi sul mercato erano limitati, ma la città garantiva lo scambio di merci al riparo dalle incursioni dei pirati e libero dalle influenze delle potenze europee. Durante il regno di Songtham i birmani respinsero un'invasione siamese e riconquistarono buona parte dei territori persi negli anni precedenti, in particolare nel Tenasserim e nel Regno Lanna. I siamesi furono ridimensionati anche in Cambogia, dove il nuovo sovrano si alleò in funzione antisiamese ai vietnamiti, ai quali permise di iniziare una lenta penetrazione nel delta del Mekong che avrebbe portato la Cocincina sotto il loro controllo nel secolo successivo. Songtham riprese l'antica tradizione di patrono del buddhismo e della sangha, caduta in disuso nel periodo delle guerre con i birmani.
La gestione e il controllo dei grandi scambi commerciali furono demandati da Songtham al Phrakhlang, il ministro del Tesoro e delle Finanze che era di origine persiana. Nel 1612 la Compagnia inglese delle Indie Orientali aprì una sede ad Ayutthaya. Gli olandesi entrarono in conflitto con gli inglesi per l'egemonia sui traffici con il Siam, ma verso la fine del regno di Songtham entrambi si resero conto che le entrate non erano sufficienti e diradarono le loro attività. In particolare gli inglesi si ritirarono dai commerci con il Siam fino al 1660. Nello stesso periodo anche spagnoli e portoghesi furono ostili agli olandesi, persero la protezione del sovrano siamese e furono privati dei privilegi che avevano avuto.
Crebbe invece il potere dei giapponesi e in particolare del loro capo Yamada Nagamasa, che divenne influente alla corte di Ayutthaya e con il titolo di Okya Senaphimuk fu posto al comando di uno speciale corpo di guardia reale composto esclusivamente da giapponesi, che si distinse in battaglia al fianco delle truppe siamesi. Tra i vari incarichi affidatigli, ebbe particolare importanza quello di organizzare le ambasciate siamesi presso la corte dello shogun Tokugawa Ieyasu; i traffici commerciali tra i due Paesi si espansero notevolmente.

### Ascesa politica
Secondo quanto riportato da Damrong Rajanubhab, Prasat Thong in gioventù era conosciuto per il cattivo comportamento che teneva a corte e arrivò a rovinare la tradizionale cerimonia dell'aratura; fu arrestato e grazie all'intercessione della consorte di Naresuan subì una condanna di soli 5 mesi di prigionia, per poi essere graziato. Fu perdonato e iniziò quindi la carriera politica arrivando al titolo di alto rango Okya Sri Worawong (in thai: ออกญาศรีวรวงศ์), o Phraya Si Worawong.
In questa veste ebbe crescente influenza su re Songtham e quando questi fu sul letto di morte gli consigliò di nominare erede al trono il quindicenne figlio Chetta. La tradizione siamese solitamente assegnava però questa carica al fratello maggiore del sovrano e spesso erano nate dispute sanguinarie tra le parti in causa; anche questa volta si aprì una disputa tra Sri Sin, fratello maggiore del re appoggiato dal ministro della guerra Phraya Kalahom, e Chettha, il figlio di Songtham che poteva contare sull'appoggio dei potenti Okya Senaphimuk Yamada e di Phraya Sri Worawong. Secondo lo storico thai Nidhi Eoseewong, fu Songtham che contrastò le mire al trono di Sri Sin - il quale disponeva di grandi capitali e di un proprio esercito - e per favorire Chettha chiese l'aiuto di Yamada e Sri Worawong. Alla morte del re, nel dicembre 1628, questi ne posero sul trono il figlio con il nome regale Chetthathirat e diventarono le personalità più potenti del regno.

### Dominatore e reggente
Il nuovo re fu fin dall'inizio succube delle mire di Phraya Sri Worawong, il quale si fece nominare Phraya Kalahom. L'ascesa al trono di Chetthathirat era stata contestata dal popolo e lo fu ancora di più per una serie di delitti che caratterizzarono il suo breve regno. L'amnistia con cui liberò molti detenuti in occasione della sua incoronazione non gli fu sufficiente per conquistare i favori dei sudditi. Il più grave delitto fu quello di Sri Sin, il quale intuì che l'inimicizia del nuovo Kalahom poteva costargli cara e si premunì entrando in un monastero come monaco buddhista. Fu però convinto a sciogliere i voti da Yamada, che gli promise di aiutarlo con le proprie truppe a prendersi il trono. Quando uscì dal monastero fu invece catturato, condannato a morte e trasferito a Phetchaburi, dove fu gettato in una profonda fossa a morire di fame. Fu liberato con uno stratagemma da Luang Monkorn, uno dei suoi alleati, radunò quindi un consistente numero di sostenitori che lo aiutarono a impadronirsi di alcune città e lo acclamarono re. Fu però sconfitto, catturato e bastonato a morte con legno di sandalo nel Wat Khok Phraya, antica tradizione di Ayutthaya riservata ai membri della famiglia reale condannati a morte.
Nel periodo successivo, il Phraya Kalahom coinvolse Chetthathirat in ogni sorta di spese folli e di depravazioni, accentuando l'insofferenza del popolo nei suoi confronti. Il Phraya Kalahom stava progressivamente accaparrandosi le prerogative della monarchia siamese e arrivò a organizzare per la morte della propria madre un funerale di Stato con il tipo di cremazione riservato alla famiglia reale, invitando le più alte personalità della corte. L'evento scatenò proteste e violente minacce da parte di Chetthathirat, che stava maturando una profonda invidia per il potere accumulato dal Phraya Kalahom. Questi reagì attaccando il palazzo reale con le proprie guardie, il sovrano si rifugiò in un tempio ma fu catturato e giustiziato insieme alla madre Amarit. Al pari di Sri Sin fu rinchiuso in un sacco di velluto e bastonato a morte con legno di sandalo nel Wat Khok Phraya nell'agosto del 1629.
Il Phraya Kalahom fece giustiziare anche Phraya Kamphengram, che con l'appoggio di Yamada ambiva al trono. Le proteste del ministro giapponese portarono alla nomina a sovrano di Athittayawong, un bimbo di 10 anni fratello di Chetthathirat; il Kalahom si fece nominare reggente e si sbarazzò di Yamada, la cui influenza a corte intralciava i suoi piani. Lo inviò a sedare una rivolta dei musulmani di Pattani nominandolo governatore di Nakhon Si Thammarat, la più importante città nel sud del Paese, chiamata Ligor dagli europei, centro di raccolta delle grandi quantità di stagno prodotte nel sud.

### Ascesa al trono
Yamada scese la penisola con le proprie truppe e riuscì nell'intento ma rimase ferito nel corso della battaglia. Liberatosi di Yamada, il reggente fece internare Athittayawong in un monastero e lo fece giustiziare nel settembre 1629, dopo poco più di un mese da quando era stato nominato re. Secondo il diplomatico e storico olandese Jeremias Van Vliet, Athittayawong fu invece confinato in monastero fino al 1637, quando si unì a una ribellione ma fu catturato e giustiziato. Il reggente usurpò dunque il trono nel 1629 con il nome regale Prasat Thong. Yamada morì nel 1630 - secondo alcune fonti fatto avvelenare da Prasat Thong - e fu quindi stroncata la conseguente ribellione dei soldati giapponesi, molti dei quali furono costretti a fuggire dal Siam. La notizia dell'assassinio di Yamada giunse anche alla corte dello shogun e incrinò i rapporti tra Siam e Giappone.

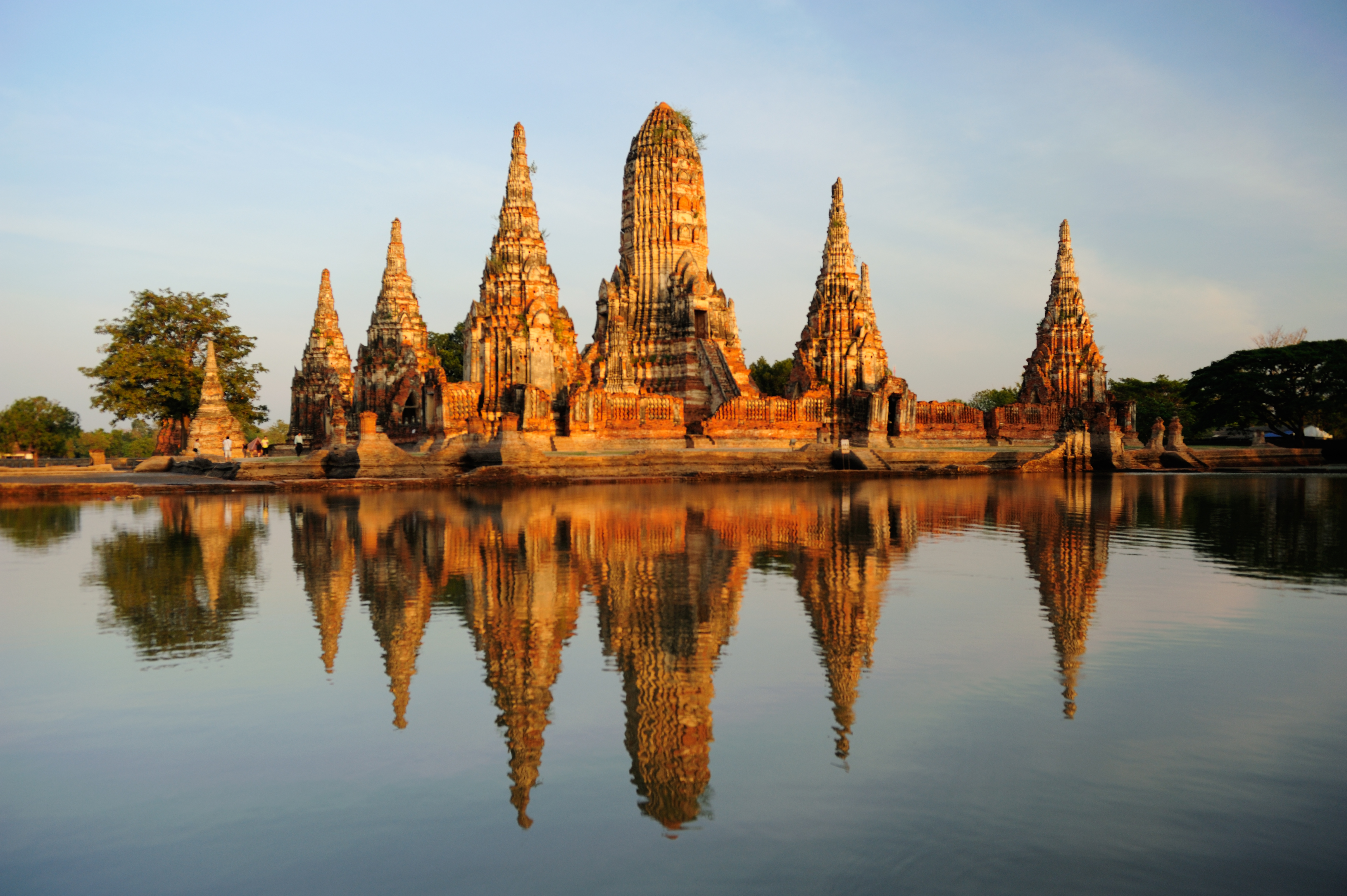
Wat Chaiwatthanaram, fatto costruire da Prasat Thong ad inizio regno come simbolo del proprio potere

Poco dopo essere diventato re, Prasat Thong fece edificare nella zona ad ovest del fiume che delimita il centro storico il monumentale complesso templare di Wat Chaiwatthanaram in memoria della madre nata in quei luoghi. Il sovrano rinverdì così la tradizione del regno secondo la quale il nuovo re faceva costruire un maestoso wat quando saliva al trono. Era un periodo di grande splendore del regno e lo fece erigere secondo il tardo stile imperiale di Angkor. Si è ipotizzato che, al pari dei templi fatti costruire dai sovrani Khmer, Wat Chaiwatthaanaram rappresentasse una sorta di auto-identificazione per Prasat Thong, con l'obiettivo politico di dimostrare il proprio splendore e i propri meriti come promotore del buddhismo.

### Politica interna
Per ridurre il potere dei nobili a corte, Prasat Thong assegnò ai ministri Kalahom e Mahatthai rispettivamente il controllo delle province meridionali e settentrionali, divisione che impediva il controllo dell'intera popolazione alla fazione che si fosse dimostrata più forte. Per lo stesso motivo, buona parte del controllo dei commerci con l'estero fu affidata con la carica di Phrakhlang a membri della famiglia di origini persiane che consolidò il proprio potere nei secoli successivi e che divenne famosa con il nome Bunnag.
Fu un periodo particolarmente florido per l'economia siamese; un funzionario olandese presente ad Ayutthaya incaricato di stilare un rapporto sulla situazione nel regno descrisse il grande splendore alla corte del re, l'inimmaginabile ostentazione di potere con cui Prasat Thong si rapportava con i sudditi, le condizioni di agiatezza della sangha (comunità siamese dei monaci), la tolleranza verso le religioni delle comunità straniere nella capitale, l'educazione e la pulizia del popolo ecc. Il diplomatico olandese Schouten pubblicò un libro sulla vita ad Ayutthaya, riportando tra le altre cose le leggi introdotte da Prasat Thong, tra le quali quelle riguardanti il diritto di appello, la successione, la determinazione dello status degli schiavi e i debiti. In alcuni casi, per determinare il giudizio si ricorreva all'ordalia.
La pubblicazione più completa sulla vita siamese in quel periodo fu il libro Beschrjving van et Koningryk Siam scritto da Jeremias Van Vliet - direttore della VOC ad Ayutthaya tra il 1636 e il 1641 - che descrisse i fasti di corte, lo stile di vita della popolazione e molteplici altri aspetti locali di quel tempo. Fu a suo modo un libro rivoluzionario, in quanto le pubblicazioni siamesi si limitavano a descrivere le gesta dei sovrani associate con i geni e gli eroi legati alla tradizione induista.

#### Dispotismo
Prasat Thong esercitò il potere instaurando un regime di terrore nella capitale, dovuto anche alla paura di essere ucciso per aver usurpato il trono. Nel 1649 morì la sua figlia prediletta e, pensando che fosse stata assassinata, fece uccidere migliaia di nobili e cortigiani tra cui molti dei suoi potenziali nemici. Raramente si fece vedere in pubblico e in quelle poche occasioni i presenti erano obbligati a flettersi e guardare per terra. Gli olandesi riportarono lo sfarzo e la pomposa teatralità che accompagnarono le sue apparizioni in pubblico per sfilate cerimoniali.

#### Religione e superstizione
Prasat Thong fu attivo in campo religioso e fece restaurare o costruire moltissimi templi, anche se alcuni sostengono che lo avesse fatto per evitare le disastrose conseguenze previste per l'imminente fine millennio secondo il conteggio del Chula Sakarat, calendario lunisolare di origine indiana in vigore a quel tempo. Organizzò inoltre una cerimonia braminica con cui fu cambiato l'ordine dei segni zodiacali che si ripetevano ogni 12 anni, per far coincidere la fine del ciclo alla fine millennio e beneficiare degli influssi positivi che ne sarebbero derivati. I bramini che accolse dall'India per celebrare a corte cerimonie del brahmanesimo ebbero una particolare importanza, e i loro discendenti avrebbero acquisito grandi poteri anche in campo politico.

### Politica estera
Continuarono a essere redditizi i traffici internazionali di Ayutthaya gestiti da cinesi e musulmani sia indiani che persiani. Tornarono inoltre ad essere intensi i commerci tra il Siam e la Compagnia olandese delle Indie orientali, che durante il regno di Songtham aveva diminuito i propri introiti e aveva diradato gli affari con Ayutthaya. In particolare gli olandesi, oltre ad acquistare in Siam ingenti quantità di riso, ottennero l'esclusiva dei traffici commerciali con il Giappone - che nel 1639 adottò la politica isolazionista e autarchica nota come sakoku - e portarono in quel Paese le ricercate pelli di cervo e legno di sandalo siamesi scambiandoli con beni locali particolarmente apprezzati a livello internazionale. La nuova grande sede della delegazione olandese fu inaugurata ad Ayutthaya nel 1634 e vi sarebbe rimasta fino alla distruzione della capitale nel 1767.
Gli olandesi divennero i principali interlocutori dei siamesi e fornirono inoltre aiuti militari ad Ayutthaya, le cui frontiere erano sotto la minaccia di birmani e cambogiani; nel 1634 inviarono una flotta in aiuto dei siamesi a Pattani, dove il locale sultano si era ribellato con l'aiuto dei portoghesi, e in seguito contribuirono a sedare una rivolta di Songkhla contro Ayutthaya. La loro influenza politica ed economica in Siam aumentò progressivamente e Prasat Thong li tenne sotto controllo amministrando con parsimonia i privilegi commerciali che concedeva loro. Gli olandesi erano interessati solo al commercio e gradualmente diminuirono gli aiuti militari, e fu questo uno dei motivi per cui i bilanci della sede della VOC ad Ayutthaya cominciarono a chiudere in passivo verso il 1650.
Il Giappone non fu l'unico paese a protestare per l'usurpazione del trono da parte di Prasat Thong, anche il rajah di Arakan, tradizionale alleato di Ayutthaya in funzione anti-birmana, non riconobbe i suoi diritti alla corona e Prasat Thong fece sequestrare tutte le navi arakanesi presenti nei porti siamesi. Il rajah inviò quindi una flotta per saccheggiare i principali porti siamesi sul mare delle Andamane, tra i quali Phuket, in modo da scoraggiare i traffici commerciali tra le navi siamesi e quelle indiane della costa del Coromandel. L'evento aggravò la situazione nella costa occidentale, già compromessa dai frequenti assalti dei pirati locali.

### Successione
Secondo un'antica tradizione del regno, alla morte del re il trono passava al figlio maggiore o al fratello più anziano rimasto in vita. Nelle successioni dei sovrani di Ayutthaya del XVII e XVIII secolo, frequenti furono i casi in cui il figlio e il fratello del re si contesero il trono con atti sanguinari. Alcune fonti sostengono che Prasat Thong volesse come successore sul trono uno dei propri figli e che dal 1644 avesse confinato il fratello Si Suthammaracha e i nobili della sua cerchia a Phitsanulok per impedirgli di prendere il potere con un colpo di Stato. Dei due figli che aspiravano al trono, Narai era nato durante il suo regno da una consorte di rango elevato, figlia del vecchio re Songtham, mentre Chai era nato prima che Prasat Thong diventasse re ma la madre era di rango minore. Un'altra fonte riporta che Si Suthammaracha fosse invece stato nominato da Prasat Thong suo successore con il titolo di uparat e che si aspettasse quindi di diventare re.
Stabilire quale dei pretendenti avesse più diritti alla corona del Siam dopo la morte di Prasat Thong è oggetto di controversia. Il primogenito principe Chai salì al trono alla morte di Prasat Thong nell'agosto 1656, impadronendosi del palazzo reale alla guida dei propri soldati, e regnò per pochi giorni, anche se fonti legate alla monarchia siamese sostengono che fosse invece rimasto sul trono per nove mesi, mentre una delle Cronache di Ayutthaya riporta come la sua destituzione fosse avvenuta dopo un solo giorno.
Chai rimase vittima di un complotto organizzato dai suoi successori, lo zio Si Suthammaracha e il fratello minore Narai, i quali occuparono il palazzo reale con le loro truppe e lo catturarono. Come molti altri re e membri della casa reale di Ayutthaya, Chai fu portato e assassinato al Wat Khok Phraya, alla periferia nord della capitale. Secondo questa antica tradizione, i membri della famiglia reale non potevano essere toccati e il loro sangue non poteva essere versato, e di conseguenza venivano messi in un sacco di velluto e bastonati a morte con legno di sandalo. Assieme a Chai furono uccisi quasi tutti i nobili della sua corte che gli erano fedeli.
Lo zio Si Suthammaracha gli succedette al trono con il nome regale Sanphet VII e nominò uparat l'altro nipote Narai che lo aveva aiutato a destituire e sopprimere Chai. Secondo fonti difficilmente verificabili, poco dopo la sua ascesa al trono Si Suthammaracha insidiò la nipote Phra Ratcha Kanlayani, sorella minore di Chai e Narai, la quale riuscì a fuggire e informò il fratello dell'accaduto. Narai si infuriò, radunò le proprie guardie e catturò Si Suthammaracha, il quale subì la stessa sorte di Chai, bastonato a morte il 27 ottobre 1656 nel Wat Khok Phraya. Anche nel suo caso i nobili che lo appoggiarono furono quasi tutti uccisi. Narai si fece quindi proclamare re; lo storico David K. Wyatt sostiene che tra la morte di Prasat Thong e l'ascesa al trono di Narai fossero passate circa 10 settimane.